# Dirka po Franciji 2003
| Mesto | Ime                  | Država    | Ekipa               | Čas         |
| ----- | -------------------- | --------- | ------------------- | ----------- |
| 1     | Lance Armstrong      | ZDA       | U.S. Postal Service | 83h 41' 12" |
| 2     | Jan Ullrich          | Nemčija   | Team Bianchi        | 1' 01"      |
| 3     | Aleksander Vinokurov | Kazahstan | Team Telekom        | 4' 14"      |
| 4     | Tyler Hamilton       | ZDA       | Team CSC            | 6' 17"      |
| 5     | Haimar Zubeldia      | Španija   | Euskaltel-Euskadi   | 6' 51"      |
| 6     | Iban Mayo            | Španija   | Euskaltel-Euskadi   | 7' 06"      |
| 7     | Ivan Basso           | Italija   | Fassa Bortolo       | 10' 12"     |
| 8     | Christophe Moreau    | Francija  | Crédit Agricole     | 12' 28"     |
| 9     | Carlos Sastre        | Španija   | Team CSC            | 18' 49"     |
| 10    | Francisco Mancebo    | Španija   | Ibanesto.com        | 19' 15"     |

Dirka po Franciji 2003 je bila 90. dirka po Franciji, ki je potekala leta 2003.

## Pregled
| Kategorije                          | Podatki      |
| ----------------------------------- | ------------ |
| Začetek-konec                       | Pariz- Pariz |
| Dolžina (km)                        | 3.427        |
| Število etap                        | 20           |
| Povprečna hitrost zmagovalca (km/h) | 40,940       |
| Kolesarjev                          | 189          |
| Tekmo končalo                       | 147          |